# Miguel Hernández (költő)
Miguel Hernández, teljes nevén Miguel Hernández Gilabert (Orihuela, 1910. október 30. – Alicante, 1942. március 28.) spanyol költő és drámaíró.

## Családja
Szülei Miguel Hernández Sánchez és Concepción Gilabert. Felesége Josefina Manresa (élt 1916-1987). Gyermekei Manuel Ramón (élt 1937-1938) és Manuel Miguel (élt 1939-1984).

## Életpályája
Szegény parasztcsaládban született. Annak érdekében, hogy otthon segédkezzen, 1925-ben félbeszakította a jezsuita rendnél folytatott tanulmányait. Műveltségét önképzéssel szerezte. Első versei  1930-ban jelentek meg a helyi lapban. 1931-ben Madridba utazott, ám sikertelenül keresett kapcsolatokat, haza kellett térnie. 1934-ben sikerült Madridban állást szereznie egy kiadóvállalatnál. A polgárháborúban a köztársaságiak oldalán állt. 1937 májusában megházasodott, majd egy íródelegációval a Szovjetunióban tett látogatást. 1939-ben bebörtönözték, és bár Pablo Neruda közbenjárására szabadon engedték, rövidesen ismét elfogták. Ekkor halálra ítélték, majd az ítéletet 30 éves börtönbüntetésre változtatták. 1941-ben előbb paratífuszt kapott, majd tuberkulózist. Az utóbbi betegségben hunyt el 1942 tavaszán.

## Emlékezete
- Sírja az alicantei  temetőben van.
- Lakásmúzeuma (Casa-Museo de Miguel Hernández) Orihuelában található - a költő családjával 4 éves korától 21 éves koráig lakott itt.
- Madridban róla nevezték el a Miguel Hernández metróállomást.

## Művei

### Költői művei
- Perito en lunas (Holdakban jártas, 1933)
- Imagen de tu huella (1934)
- El rayo que no cesa (1936; magyarul Örökös mennydörgés, Somlyó György és Nagy László, 1967)
- Viento del pueblo (1937) (A nép vihara)
- El hombre acecha (1939) (Emberré lesz az ember)
- Cancionero y romancero de ausencias (befejezetlen, 1938–1942), A távollét daloskönyve, 1967)
- El silbo vulnerado (A megsebesült fütty, 1939)

### Drámai művei
- Quién te ha visto y quién te ve y sombra de lo que eras (Ki látott téged és ki lát, 1934).
- El torero más valiente (1934)
- Hijos de la piedra (1935)
- El labrador de más aire (A rátarti földműves, 1937)
- Teatro en la guerra (1937)
- Pastor de la muerte (1937)